# Dvärgrostmossa
Dvärgrostmossa (Marsupella sprucei) är en bladmossart som först beskrevs av Karl Gustav Limpricht, och fick sitt nu gällande namn av Bernet. Dvärgrostmossa ingår i släktet rostmossor, och familjen Gymnomitriaceae. Enligt den finländska rödlistan är arten starkt hotad i Finland. Arten är reproducerande i Sverige. Artens livsmiljö är bäckar. Inga underarter finns listade i Catalogue of Life.